# Anatolij Bukreev

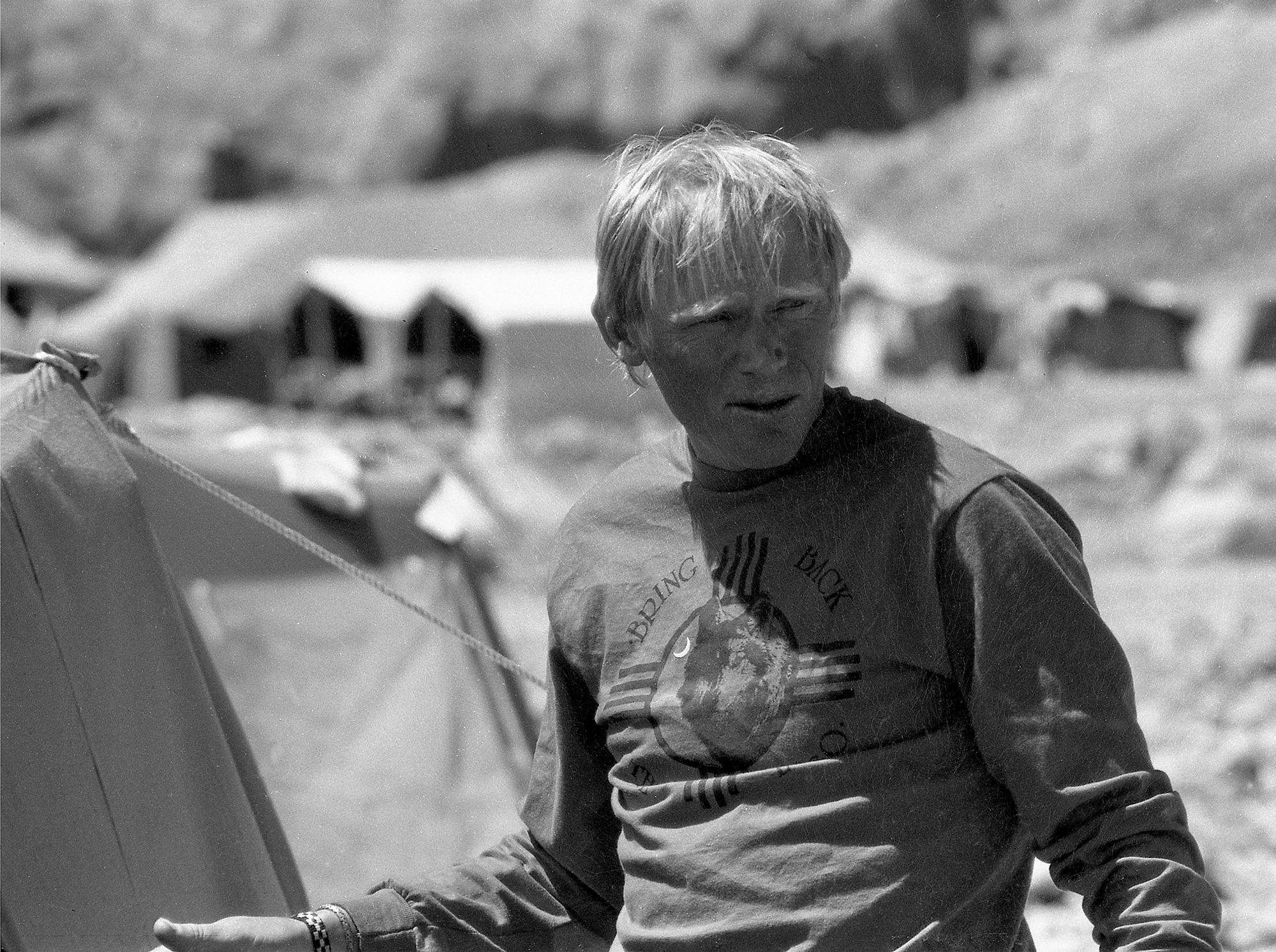
Anatolij Bukreev nel 1991.

Anatolij Nikolaevič Bukreev (Анато́лий Никола́евич Букре́ев) (Korkino, 16 gennaio 1958 – Annapurna I, 25 dicembre 1997) è stato un alpinista russo.

## Biografia

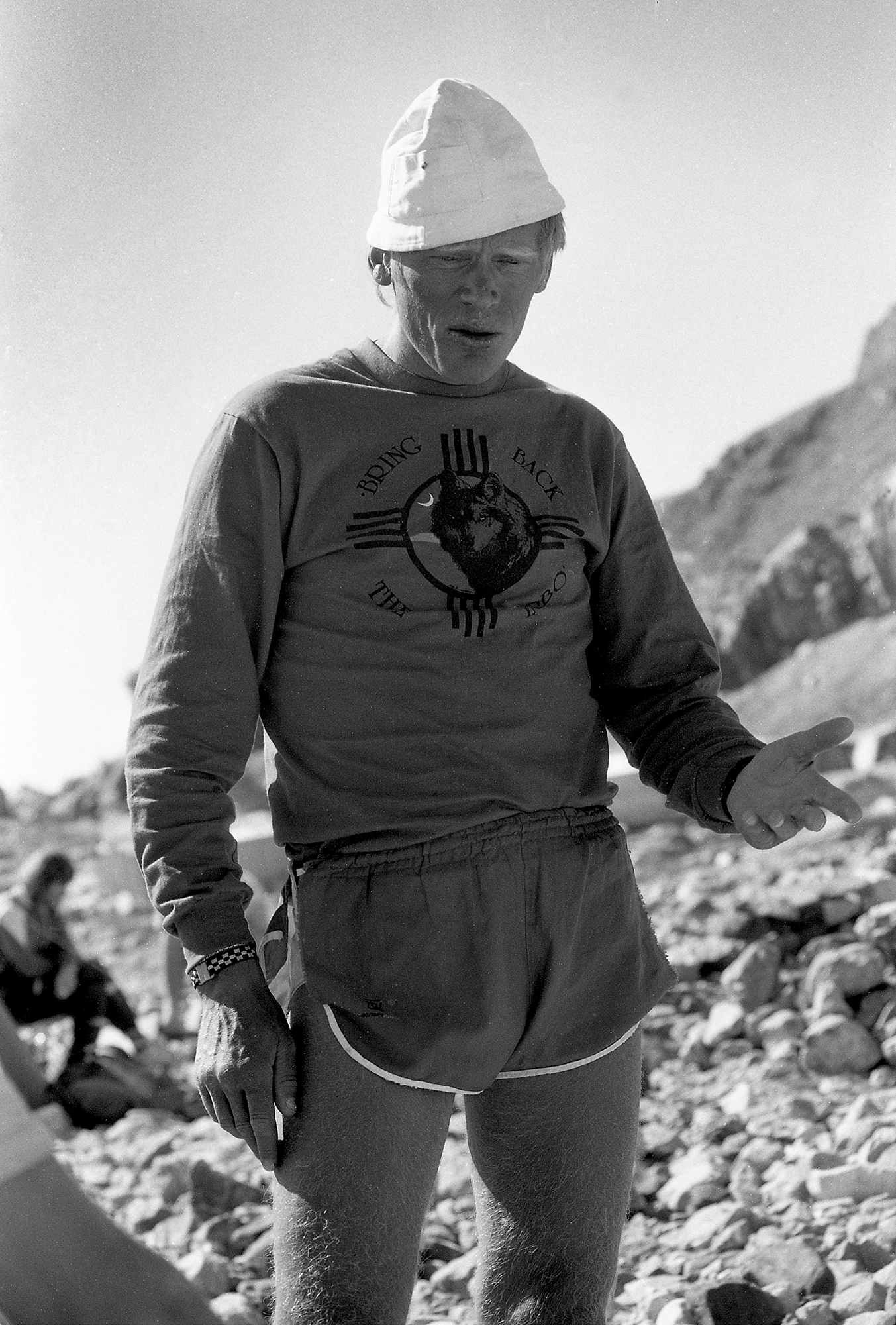
Anatolij Bukreev nel 1991.

Bukreev nasce il 16 gennaio 1958 a Korkino, nell'Oblast' di Čeljabinsk, nell'allora Unione Sovietica. Termina le scuole nel 1975 e studia presso l'università di Čeljabinsk, ottenendo la laurea in fisica nel 1979. Successivamente si trasferisce ad Alma-Ata, nella Repubblica Socialista Sovietica Kazaka, e inizia un'intensa attività alpinistica.

### L'attività alpinistica
Raggiunge il suo primo traguardo notevole nel 1987 con la prima salita solitaria al Picco Ibn Sina (allora Picco Lenin) di 7 137 m. Compie un'altra impresa degna di nota nel 1989 con l'apertura di una nuova via sul Kangchenjunga (8 556 m) con una spedizione sovietica, e pochi giorni dopo completa la prima traversata integrale delle quattro cime di quella montagna sopra gli 8 000 metri.
Nel 1990 ripete la via Cassin al Monte McKinley. Nel 1991 col crollo dell'Unione Sovietica ottiene la cittadinanza kazaka. Nel 1992 scala due vette sopra gli 8000: in maggio il Dhaulagiri I per una nuova via sulla parete est con la prima spedizione himalayana kazaka, mentre in ottobre l'Everest del colle Sud. L'anno successivo è invece la volta del K2, salito per lo Sperone degli Abruzzi. Nel 1994 sale il Makalu (8476 m) e il Makalu II (8 460 m).
Nel 1995 torna per la seconda volta all'Everest, che sale dal versante nord, e al Dhaulagiri, dove stabilisce un record di velocità di ascesa, con 17 ore e 15 minuti. Con la seconda spedizione kazaka in Himalaya raggiunge la vetta del Manaslu (8156 m). La sua attività alpinistica lo rende molto noto in patria, tanto che viene preso come guida alpina dal presidente kazako per l'ascensione al Picco Abai.

### Everest 1996

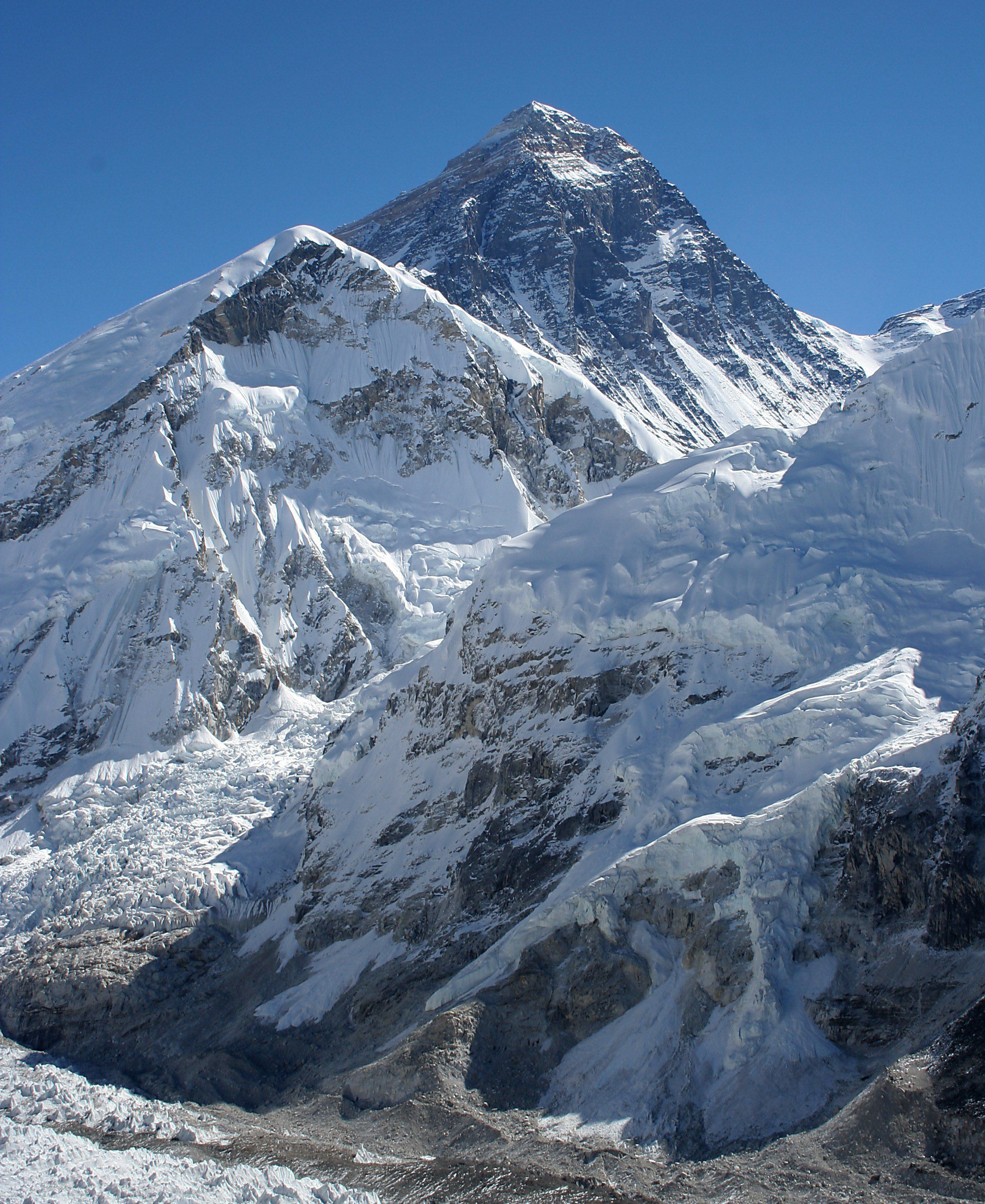
Il monte Everest, teatro della tragedia del 1996.

Nel 1996 viene assunto come guida dall'associazione Mountain Madness e partecipa alla spedizione commerciale all'Everest guidata da Scott Fischer nel mese di maggio. Nel condurre i clienti rinuncia all'utilizzo dell'ossigeno, spiegando in seguito di aver scelto ciò in ragione della sua esperienza himalayana, dalla quale aveva capito che, una volta acclimatato alle alte quote, l'ossigeno gli avrebbe causato la perdita dell'acclimatamento, rendendolo meno efficiente. Dispone quindi le corde fisse per consentire il passaggio dei clienti lungo buona parte del percorso e giunge in vetta fra i primi. Bukreev si ferma in cima per circa un'ora e mezza (dalle 13:07 alle 14:30), aiutando diversi alpinisti, e giunge al campo IV verso le 17.
Dopo la salita in vetta le tre spedizioni presenti sulla montagna (oltre a quella di Mountain Madness salivano quel giorno una spedizione commerciale dell'Adventure Consultants, guidata da Rob Hall, e una spedizione taiwanese) furono sorprese da una tormenta, nella quale morirono 8 alpinisti, compresi i due capospedizione e una guida. Bukreev, già rientrato all'ultimo campo, uscì da solo nella tormenta e riuscì a trovare e condurre in salvo tre alpinisti dispersi nei pressi del colle sud.
In seguito Bukreev venne accusato da uno degli alpinisti, il giornalista Jon Krakauer, di non aver svolto il suo ruolo di guida. Tale accusa era motivata dalla decisione di scendere prima dei clienti, dovuta a detta di Krakauer alla scelta, a suo giudizio inopportuna, di salire senza ossigeno, che lo avrebbe costretto a muoversi più velocemente rispetto alle altre guide, che invece grazie alle bombole potevano rimanere più a lungo in alta quota. Bukreev rispose che la sua decisione di scendere era invece dovuta all'intenzione di aiutare i clienti. Sapeva infatti che le riserve di ossigeno degli altri alpinisti erano scarse, e quindi si proponeva di scendere al campo IV per poi andare incontro ai clienti che scendevano con nuove bombole e bevande calde.
Era confortato in questa scelta dall'aver incontrato durante la discesa nelle vicinanze della vetta le guide Rob Hall e Neal Beidleman e diversi sherpa, constatando quindi che i clienti erano ben seguiti e che la spedizione non aveva in quel momento particolari difficoltà. Aveva inoltre incontrato il proprio capo spedizione, Scott Fisher, col quale aveva concordato il da farsi. In ogni caso, se Bukreev non fosse sceso non avrebbe potuto compiere alcun salvataggio. Inoltre, nessun cliente della sua spedizione rimase ucciso quel giorno. Krakauer espose la sua opinione riguardo a quei fatti nel suo famoso articolo intitolato Into thin air, pubblicato nell'edizione di luglio 1996 della rivista Outside, al tempo la maggiore rivista statunitense sul mondo degli sport estremi e dell'avventura, la stessa rivista che gli pagò la scalata.
Nonostante Bukreev avesse avuto modo di puntualizzargli alcuni fatti e meglio spiegare la sua decisione nell'intervista che Krakauer ottenne da lui come dagli altri membri delle varie spedizioni per redigere il suo articolo, la popolarità di Krakauer gettò subito una cattiva luce, soprattutto al grande pubblico, sulla figura di Bukreev. Questi rispose subito all'articolo di Krakauer contattando il direttore della rivista Outside, e inviando una lettera in cui meglio circostanziava fatti e motivazioni del suo comportamento. Ma in risposta ottenne che avrebbero potuto pubblicare solo uno scritto ridotto a poche centinaia di parole. Bukreev rifiutò, e - quando l'anno successivo uscì il libro di Krakauer sui fatti (con lo stesso titolo dell'articolo), in cui il giornalista-alpinista confermò in toto la sua opinione dei fatti - Bukreev si sentì motivato a difendere la sua figura di alpinista e di uomo, e scrisse a quattro mani con lo scrittore Gary Weston DeWalt il testo Everest 1996 - Cronaca di un salvataggio impossibile, in cui vengono ricostruite le varie tappe della vicenda ed esposte estesamente le ragioni e le situazioni che suggerirono a Bukreev di operare nel modo da lui scelto, ma sempre con l'approvazione del capo-spedizione Scott Fischer.
Tuttavia, se il grande e non competente pubblico poteva essere indotto a vedere Bukreev in cattiva luce, subito nel mondo dell'alpinismo ci fu una levata di voci autorevoli in sua difesa. Tra esse quella dell'italiano Simone Moro, astro nascente dell'alpinismo a quell'epoca, che, compagno di Bukreev al momento del tentativo di scalata invernale dell'Annapurna I nel dicembre 1997, ne tesse grandi elogi nel suo libro Cometa sull'Annapurna. Anche in USA non mancarono sostegni a Bukreev, e l'alpinista-fotografo-scrittore Galen Rowell nella sua recensione del libro di Krakauer sul Wall Street Journal del 29 maggio 1997 ne critica apertamente la presentazione di Bukreev, visto come un'intransigente e irresponsabile guida russa anziché come il protagonista "di uno dei più incredibili salvataggi nella storia dell'alpinismo, portato a compimento da una persona sola dopo aver scalato l'Everest".
L'argomento che Bukreev porta maggiormente a sua difesa è il fatto che, a causa del traffico che vi era quel giorno nella salita alla cima dell'Everest con ben tre spedizioni che si accodavano nei punti di cordata, ci fu un ritardo generale nelle tabelle di marcia, ciò che rendeva evidente fin dal primo pomeriggio che l'ossigeno non sarebbe bastato a quasi nessuno degli alpinisti per il ritorno al campo 4. Visto che nessun cliente dava segni di difficoltà e che le condizioni meteo si mantenevano accettabili per la media dell'Everest (la bufera arrivò inaspettata a metà pomeriggio), e visto anche che con i clienti vi erano già altre guide e sherpa, allora Bukreev ritenne opportuno che la cosa migliore da fare per offrire un aiuto sarebbe stata quella di andarsi a procurare ossigeno supplementare al campo 4, pronto a riportarlo in quota a chi ne avesse bisogno.
Krakauer in generale elabora le sue critiche senza considerare che l'alpinismo d'alta quota è soggetto a leggi e comportamenti peculiari, che possono essere diversi da quelli dell'escursionismo ordinario.

### Altri ottomila
Nel 1996 Bukreev salì altri tre ottomila, il Lhotse (in solitaria, stabilendo un record di velocità), il Cho Oyu (insieme alla terza spedizione kazaka), e lo Shishapangma. L'anno successivo tornò all'Everest e al Lhotse, e successivamente salì il Broad Peak (8047 m) e il Gasherbrum II (8 035 m).

### Annapurna 1997

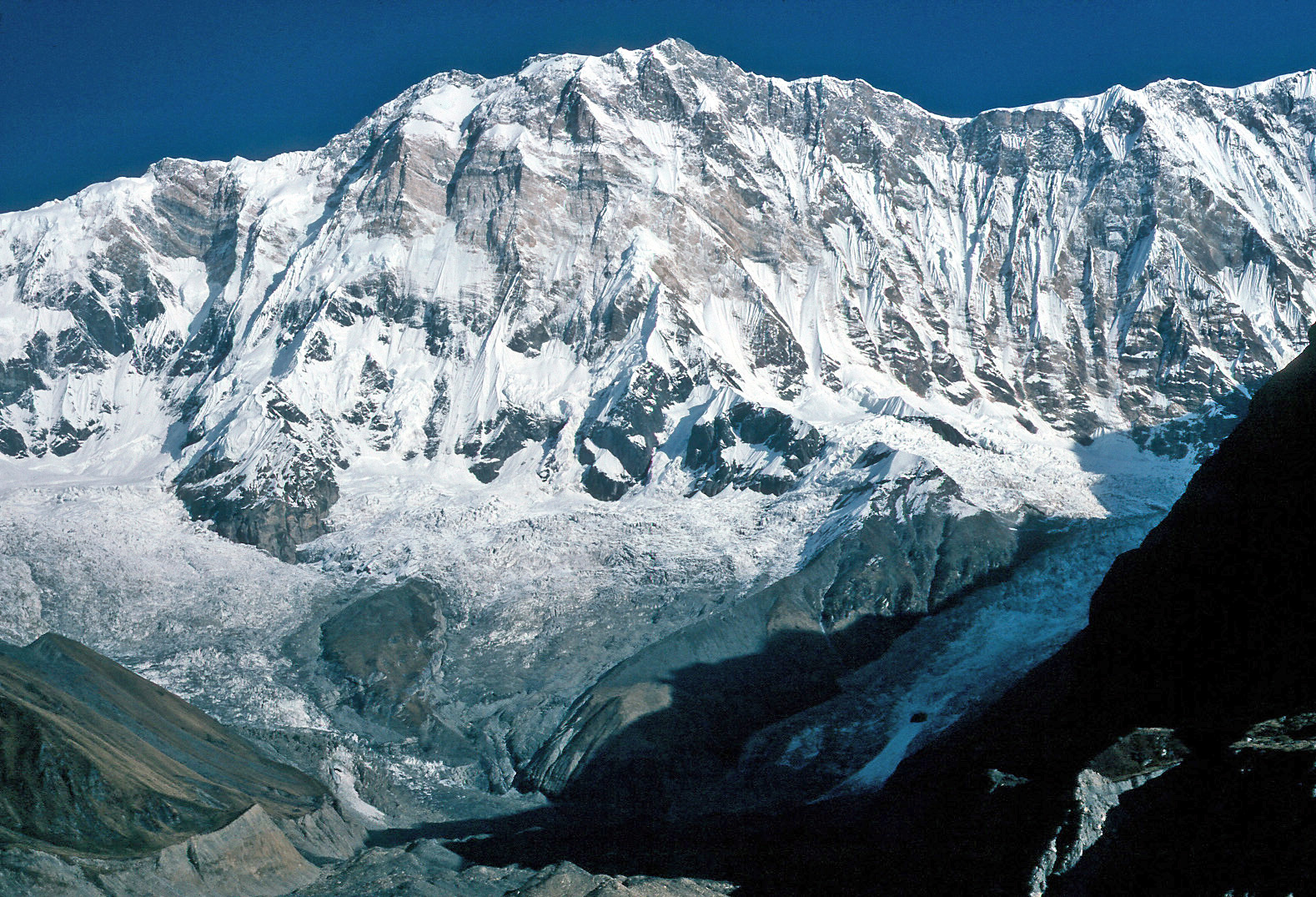
L'Annapurna I, dove Bukreev trovò la morte nel 1997 a causa di una valanga.

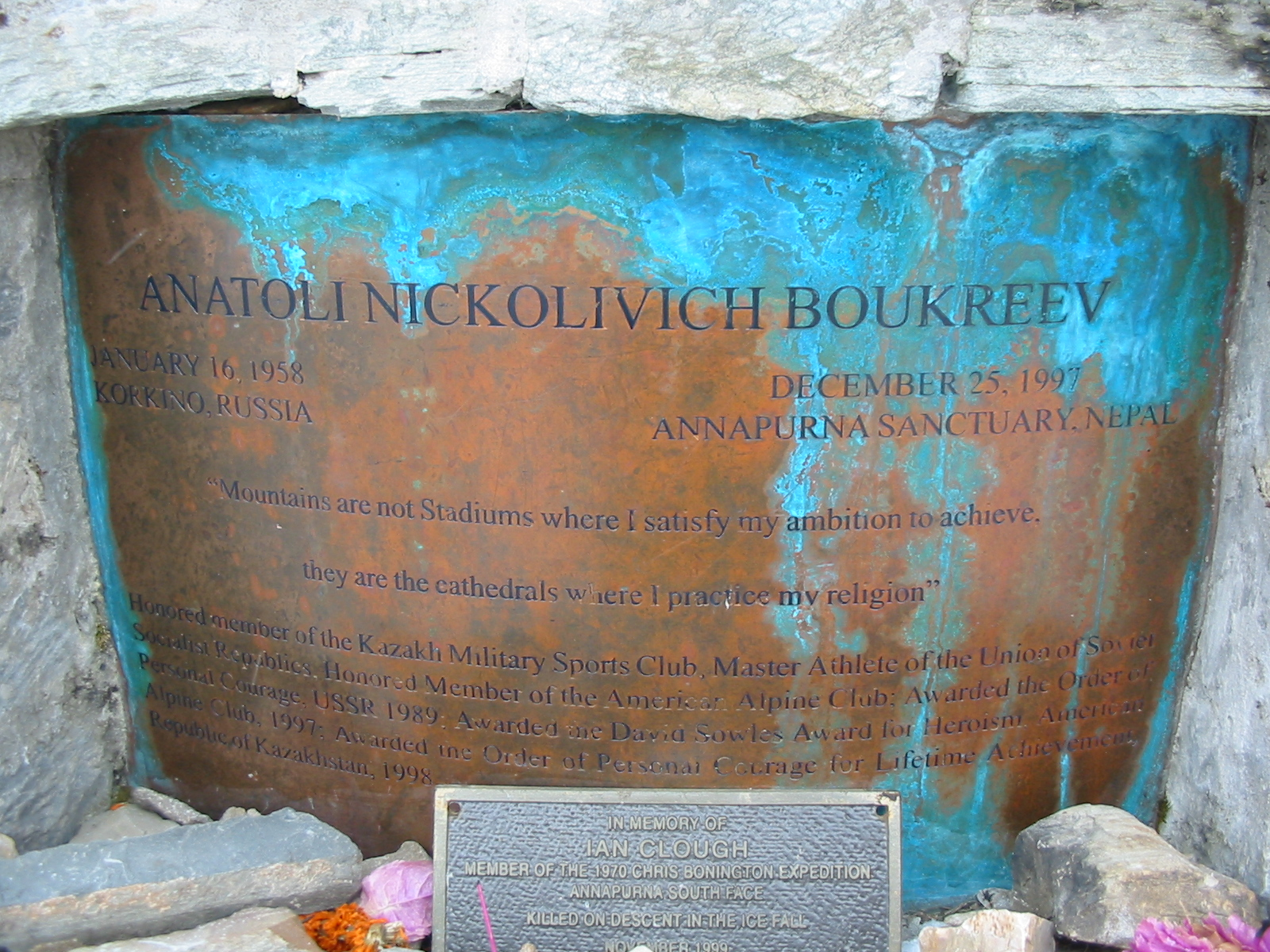
Targa in onore di Anatoli Bukreev posta al campo base dell'Annapurna.

Nel dicembre del 1997 Bukreev tentò l'ascesa dell'Annapurna I (8091 m) insieme a Dimitri Sobolev e all'alpinista italiano Simone Moro per una nuova via, estremamente difficile date le condizioni invernali. Il 25 dicembre, durante le prime fasi della spedizione, intorno ai 5 700 metri di quota, gli alpinisti furono travolti da una valanga. Moro, che si trovava più in alto e aveva già attraversato la zona più pericolosa, fu trascinato 800 metri più in basso e, non trovando più i compagni, rientrò da solo al campo base, dal quale fu trasportato in elicottero in ospedale per curare le sue profonde ferite alle mani.
Fu preparata una spedizione di ricerca per Bukreev e Sobolev, nella speranza che anch'essi fossero usciti dalla valanga e che avessero raggiunto il campo I, a circa 5 200 metri. La spedizione di ricerca arrivò sul luogo il 3 gennaio, dieci giorni dopo l'incidente a causa del maltempo, ma non trovò traccia dei due alpinisti. Le ricerche furono quindi interrotte.
Al campo base dell'Annapurna è stato costruito un chörten in memoria di Bukreev.

## Onorificenze
Nel 1997 venne insignito del "David A. Sowles Award", premio istituito nel 1981 dall'American Alpine Club.